# Terfenol-D
Terfenol-D es una aleación de fórmula TbxDy1-xFe2, donde x es aproximadamente 0.3. Es un material magnetostrictivo. Fue desarrollado en la década de 1970 por la Naval Ordnance Laboratory (N.O.L), de los Estados Unidos. Sin embargo, la tecnología para producir eficientemente este material no fue desarrollada sino hasta la década de 1980 por los laboratorios Ames, en un programa de investigación fundado por la armada estadounidense.

## Etimología
El nombre Terfenol-D proviene de los metales que lo componen y del laboratorio que lo desarrolló; es decir, por el terbio, el hierro (Fe), la terminación "nol" por el laboratorio N.O.L y la letra D viene del tercer elemento que hace parte del material, el disprosio.

## Propiedades
Esta aleación presenta la mayor magnetostricción de todos los materiales hasta ahora desarrollados, hasta un 0.002 m/m (unas 2000 partes por millón) en la saturación; se expande y contrae al ser expuesto a un campo magnético. Su aplicación inicial fue en sistemas de sonar. Actualmente se utiliza en sensores magnetomecánicos, actuadores y en transductores acústicos y ultrasónicos. También se ha considerado usar en inyectores de combustible para motores diésel, debido a las altas tensiones que se pueden producir.